# Splachnobryum novae-guineae
Splachnobryum novae-guineae är en bladmossart som beskrevs av Brotherus 1893. Splachnobryum novae-guineae ingår i släktet Splachnobryum och familjen Splachnobryaceae. Inga underarter finns listade i Catalogue of Life.